# Sauce Villeroy
Sauce Villeroy, Villeroysauce oder weiße Decksauce ist eine klassische französische Sauce zum Überziehen verschiedener Speisen. Oft werden diese noch zusätzlich paniert und in Fett gebacken (à la Villeroy).
Sauce Villeroy basiert auf einer dicken weißen Grundsauce, die mit Kalbsfond zubereitet wurde. Sie wird durch Zugabe von Eigelb und je nach Rezept noch gelatinösem Extrakt aus Kalbsfüßen, Sahne und Butter legiert und mit weißem Pfeffer und Zitronensaft gewürzt.
Übliche Abwandlungen enthalten zusätzlich Tomatenmark, pürierte Gänseleber, pürierte Zwiebeln, fein gehackte Champignons oder geriebenen Käse.
Benannt sind Sauce und Zubereitungsform nach dem Marschall François Villeroy, der sie im 17. Jahrhundert erfunden oder besonders geschätzt haben soll. 
Die Schreibung des Namens als Villeroi ist neben Villeroy ebenfalls verbreitet.